# جک اندرسون (دوچرخه‌سوار)
جک اندرسون (انگلیسی: Jack Anderson؛ زادهٔ ۲ ژوئن ۱۹۸۷) دوچرخه‌سوار اهل استرالیا است.
وی عضو تیم‌های همچون تیم دوچرخه‌سواری دراپاک بوده است.